# Тугискен
Тугискен (каз. Түгіскен) — село в Жанакорганском районе Кызылординской области Казахстана. Административный центр и единственный населённый пункт Аккорганского сельского округа. Находится на левом берегу Сырдарьи примерно в 37 км к югу от районного центра, села Жанакорган. Код КАТО — 434033100.

## Население
В 1999 году население села составляло 3732 человека (1896 мужчин и 1836 женщин). По данным переписи 2009 года, в селе проживало 3766 человек (1931 мужчина и 1835 женщин).